# Медяковский сельсовет
Медяковский сельсовет — сельское поселение в Купинском районе Новосибирской области Российской Федерации.
Административный центр — село Медяково.

## История
Статус и границы сельского поселения установлены Законом Новосибирской области от 2 июня 2004 года № 200-ОЗ «О статусе и границах муниципальных образований Новосибирской области»

## Население
| 2002 | 2010  | 2012  | 2013  | 2014  | 2015 | 2016 |
| ---- | ----- | ----- | ----- | ----- | ---- | ---- |
| 1650 | ↘1121 | ↘1062 | ↘1027 | ↘1000 | ↘975 | ↘963 |
| 2017 | 2018  | 2019  | 2020  | 2021  |      |      |
| ↘936 | ↘908  | ↘878  | ↘849  | ↘828  |      |      |

## Состав сельского поселения
| № | Населённый пункт | Тип населённого пункта       | Население |
| - | ---------------- | ---------------------------- | --------- |
| 1 | Аполиха          | деревня                      | ↘125      |
| 2 | Весёлый Кут      | деревня                      | ↘232      |
| 3 | Медяково         | село, административный центр | ↘576      |
| 4 | Спасск           | деревня                      | ↘74       |
| 5 | Украинка         | деревня                      | ↘114      |
| 6 | Успенка          | деревня                      | ↘0        |